# Movistar Team/Saison 2025
Diese Liste beschreibt die Mannschaft und die Siege des Radsportteams Movistar in der Saison 2025.

## Mannschaft
| Teamkader 2025                     | Teamkader 2025    | Teamkader 2025     | Teamkader 2025                           |
| Name                               | Geburtsdatum      | Land               | Vorheriges Team                          |
| ---------------------------------- | ----------------- | ------------------ | ---------------------------------------- |
| Jorge Arcas                        | 8. Juli 1992      | Spanien            | Lizarte (2015)                           |
| Orluis Aular                       | 5. November 1996  | Venezuela          | Caja Rural-Seguros RGA (2024)            |
| Jon Barrenetxea                    | 20. April 2000    | Spanien            | Caja Rural-Seguros RGA (2023)            |
| Will Barta                         | 4. Januar 1996    | Vereinigte Staaten | EF Education-Nippo (2021)                |
| Carlos Canal                       | 28. Juni 2001     | Spanien            | Euskaltel-Euskadi (2023)                 |
| Pablo Castrillo                    | 2. Januar 2001    | Spanien            | Equipo Kern Pharma (2024)                |
| Jefferson Cepeda                   | 3. März 1996      | Ecuador            | Caja Rural-Seguros RGA (2024)            |
| Davide Cimolai                     | 13. August 1989   | Italien            | Cofidis (2023)                           |
| Davide Formolo                     | 25. Oktober 1992  | Italien            | UAE Team Emirates (2023)                 |
| Iván García Cortina                | 20. November 1995 | Spanien            | Bahrain McLaren (2020)                   |
| Ruben Guerreiro                    | 6. Juli 1994      | Portugal           | EF Education-EasyPost (2022)             |
| Enric Mas                          | 7. Januar 1995    | Spanien            | Deceuninck-Quick Step (2019)             |
| Lorenzo Milesi                     | 19. März 2002     | Italien            | Team DSM-Firmenich (2023)                |
| Manlio Moro                        | 17. März 2002     | Italien            | Zalf Euromobil Fior (2023)               |
| Gregor Mühlberger                  | 4. April 1994     | Österreich         | Bora-Hansgrohe (2020)                    |
| Mathias Norsgaard                  | 5. Mai 1997       | Dänemark           | Riwal Readynez (2019)                    |
| Nélson Oliveira                    | 6. März 1989      | Portugal           | Lampre-Merida (2015)                     |
| Antonio Pedrero                    | 23. Oktober 1991  | Spanien            | Inteja-MMR Dominican cycling team (2015) |
| Diego Pescador                     | 21. Dezember 2004 | Kolumbien          | GW Shimano (2024)                        |
| Iván Romeo                         | 16. August 2003   | Spanien            | Hagens Berman Axeon (2022)               |
| Javier Romo                        | 6. Januar 1999    | Spanien            | Astana Qazaqstan Team (2023)             |
| Einer Rubio                        | 22. Februar 1998  | Kolumbien          | Aran Vejus (2019)                        |
| Pelayo Sánchez                     | 27. März 2000     | Spanien            | Burgos-BH (2023)                         |
| Gonzalo Serrano                    | 17. August 1994   | Spanien            | Caja Rural-Seguros RGA (2020)            |
| Natnael Tesfatsion                 | 23. Mai 1999      | Eritrea            | Lidl-Trek (2024)                         |
| Albert Torres                      | 26. April 1990    | Spanien            | Inteja-Dominican cycling team (2018)     |
| Fernando Gaviria                   | 19. August 1994   | Kolumbien          | UAE Team Emirates (2022)                 |
| Nairo Quintana                     | 4. Februar 1990   | Kolumbien          | Arkéa-Samsic (2022)                      |
| Michel Heßmann (15. Jan.–31. Dez.) | 6. April 2001     | Deutschland        | Team Visma \| Lease a Bike (2024)        |
|                                    |                   |                    |                                          |
| Quelle: ProCyclingStats            |                   |                    |                                          |

## Siege
| Siege    | Siege                                                        | Siege      | Siege  | Siege            | Siege |
| Datum    | Rennen                                                       | Staat      | Klasse | Sieger           |       |
| -------- | ------------------------------------------------------------ | ---------- | ------ | ---------------- | ----- |
| 23. Jan. | Tour Down Under, 3. Etappe                                   | Australien | 2.UWT  | Javier Romo      |       |
| 31. Jan. | Ecuadorianische Meisterschaften, Einzelzeitfahren der Männer | Ecuador    | CN     | Jefferson Cepeda |       |
| 7. Feb.  | Valencia-Rundfahrt, 3. Etappe                                | Spanien    | 2.Pro  | Iván Romeo       |       |
| 23. Feb. | Andalusien-Rundfahrt, 5. Etappe                              | Spanien    | 2.Pro  | Jon Barrenetxea  |       |

## UCI-Weltranglisten-Platzierungen
| UCI-Ranking | UCI-Ranking | UCI-Ranking | UCI-Ranking |
| Fahrer      | Fahrer      | Land        | Punkte      |
| ----------- | ----------- | ----------- | ----------- |